# Joseph Ludwig Raabe
Joseph Ludwig Raabe, švicarski matematik, * 15. maj 1801, Brody, Galicija (sedaj Ukrajina), † 22. januar 1859, Zürich, Švica.

## Življenje in delo
Ker sta bila njegova starša dokaj revna, je bil Raabe prisiljen služiti kruh že zgodaj v mladosti z zasebnim poučevanjem. Začel je študirati matematiko leta 1820 na Tehniški univerzi na Dunaju. Jeseni 1831 je odšel v Zürich, kjer je postal profesor matematike leta 1833.
V letu 1855 je postal profesor na novo ustanovljeni Tehniški visoki šoli (ETH).
Najbolj je znan po svojem kvocientnem kriteriju za določevanje konvergence neskončnih vrst, ki je razširitev d'Alembertovega kvocientnega kriterija. Skoraj istočasno je neodvisno odkril zelo podoben kriterij Bolyai. Če se lahko po Raabejevem kriteriju za pozitivno neskončno vrsto:
{\displaystyle \sum _{n=0}^{\infty }a_{n}\!\,}
za kvocient njenih sosednjih členov zapiše:
{\displaystyle {\frac {a_{n+1}}{a_{n}}}=1-{\frac {\beta _{n}}{n}}\!\,,}
kjer je:
{\displaystyle \lim _{n\to \infty }\beta _{n}=\beta \!\,,}
bo vrsta konvergirala pri {\displaystyle \beta >1\,} in divergirala pri {\displaystyle \beta <1\,}.
Raabe je leta 1854 prevedel problem iskanja polinomskih ničel na reševanje parcialnih diferencialnih enačb in podal eksplicitne ničle kvadratnega polinoma. 

## Dela
- Diferencialni in integralni račun (Differential- und Integralrechnung) (Zürich, 1839 - 1847),
- Matematična sporočila (Mathematische Mitteilungen) (2 dela) (1857 - 1858).